# Редфа, Мунир

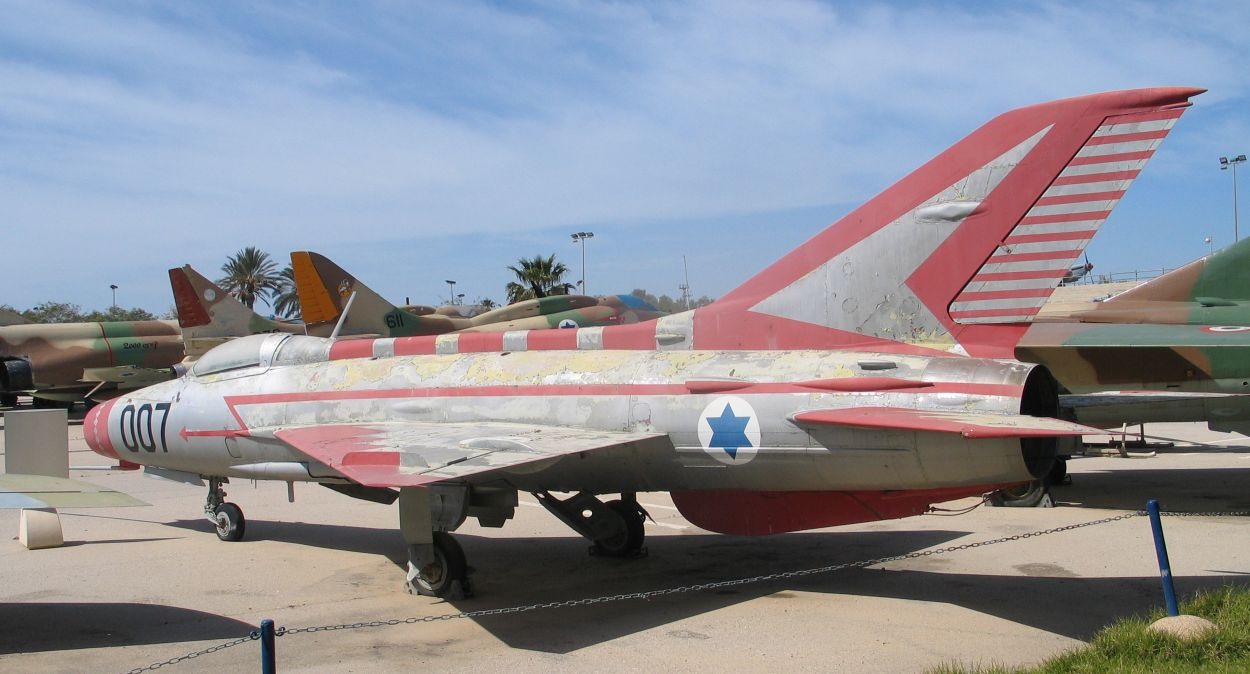
Самолёт МиГ-21, угнанный в Израиль иракским лётчиком Муниром Редфа

Мунир Редфа (араб. منير ردفا ‎; 1934—1998 или 2000) — иракский лётчик-перебежчик.
Родился в Багдаде, в зажиточной семье ассирийцев, бежавших из Турции во время геноцида. Считался одним из лучших лётчиков иракских ВВС. Стажировался в СССР, где был обучен управлению новейшим и сверхсекретным тогда истребителем МиГ-21. Участвовал в бомбардировках Иракского Курдистана, что вызывало у него протест. 15 августа 1966 года перелетел из Ирака в Израиль на этом самолёте. Полёт занял 25 минут. Угон был совершен по предварительной договорённости с Моссад (последний вышел на Редфу через слугу семьи, этнического еврея Иосифа Максура, по другим источникам Иосифа Шамаша). По требованию Редфы, Моссад через курдов Мустафы Барзани и другими путями вывез из Ирака его многочисленную семью. За угон получил 500 000 английских фунтов (более миллиона долларов) и израильское гражданство. Так как в переписке между Редфа и Моссадом самолёт обозначался как «бриллиант», вся операция получила название Операция "Бриллиант".
На пресс-конференции Редфа заявил, что христиане-ассирийцы подвергаются в Ираке национальной и религиозной дискриминации, и потому он не считает себя обязанным Ираку. Работал лётчиком в одной нефтеперерабатывающей компании на Синае (по другим источникам — лётным инструктором), однако в 1969 г. под давлением семьи, не прижившейся в Израиле, покинул эту страну и обосновался в одной из стран Западной Европы, где держал бензоколонку. Умер от инфаркта.
Самолёт подвергся в Израиле лётным испытаниям, а затем переправлен в Соединённые Штаты для дальнейших исследований. Впоследствии самолёт был возвращён Израилю, где он сейчас выставлен в музее ВВС Израиля. Знакомство с лётно-тактическими характеристиками самолёта оказало Израилю большую помощь в ходе Шестидневной войны.